# 1675 Сімоніда
1675 Сімоніда (1675 Simonida) — астероїд головного поясу, відкритий 20 березня 1938 року.
Тіссеранів параметр щодо Юпітера — 3,621.